# USS Savo Island (CVE-78)
USS Savo Island (CVE-78) là một tàu sân bay hộ tống lớp Casablanca được Hải quân Hoa Kỳ chế tạo trong Chiến tranh Thế giới thứ hai. Tên nó được đặt nhằm ghi nhớ trận hải chiến ngoài khơi đảo Savo thuộc quần đảo Solomon vào ngày 9 tháng 8 năm 1942. Nó đã hoạt động cho đến hết Thế Chiến II, xuất biên chế năm 1946 và bị bán để tháo dỡ năm 1960. Savo Island được tặng thưởng danh hiệu Đơn vị Tuyên dương Tổng thống cùng bốn Ngôi sao Chiến trận do thành tích phục vụ trong Thế Chiến II.

## Thiết kế và chế tạo
Nguyên được dự định là chiếc Kaita Bay (AVG-78), con tàu được xếp lại lớp với ký hiệu lườn ACV-78 vào ngày 20 tháng 8 năm 1942, rồi thành CVE-78 vào ngày 15 tháng 7 năm 1943, trước khi được đặt lườn tại Xưởng tàu Vancouver của hãng Kaiser Company, Inc. ở Vancouver, Washington vào ngày 27 tháng 9 năm 1943. Nó được đổi tên thành Savo Island vào ngày 6 tháng 11 năm 1943 trước khi được hạ thủy vào ngày 22 tháng 12 năm 1943; được đỡ đầu bởi cô Margaret Taffinder; và được nhập biên chế vào ngày 3 tháng 2 năm 1944 dưới quyền chỉ huy của Hạm trưởng, Đại tá Hải quân C. E. Eckstrom.

## Lịch sử hoạt động
Sau khi chạy thử máy tại vùng biển ngoài khơi San Diego, Savo Island thực hiện hai chuyến đi khứ hồi vận chuyển máy bay đến khu vực Tây Nam Thái Bình Dương từ ngày 15 tháng 3 đến ngày 2 tháng 7 năm 1944. Liên đội không lực phối thuộc được đón lên tàu vào ngày 6 tháng 7, và sau khi được huấn luyện tại San Diego và Trân Châu Cảng, con tàu trình diện để phục vụ cùng Đệ Tam hạm đội tại Trân Châu Cảng vào ngày 4 tháng 8.
Nhiệm vụ tác chiến đầu tiên của Savo Islandlà hỗ trợ trên không cho cuộc tấn công để bộ lên đảo Peleliu thuộc quần đảo Palau. Từ ngày 11 đến ngày 30 tháng 9, nó hoạt động cùng một đội tàu sân bay hộ tống gần hòn đảo, khi máy bay của nó tiến hành bắn phá chuẩn bị rồi trực tiếp hỗ trợ lực lượng trên bờ, cũng như các phi vụ tuần tra. Đến ngày 3 tháng 10, nó trình diện để phục vụ cùng Đệ Thất hạm đội tại đảo Manus, rồi lên đường vào ngày 12 tháng 10 trong thành phần hộ tống cho đội bắn phá và hỗ trợ, bao gồm các thiết giáp hạm và tàu tuần dương, thuộc lực lượng đặc nhiệm tấn công lên Leyte thuộc Philippines. Đến nơi vào ngày 18 tháng 10, máy bay của nó tiến hành các phi vụ tuần tra và bắn phá các mục tiêu được chỉ định sẵn, rồi chuyển sang nhiệm vụ hỗ trợ mặt đất khi lực lượng đổ bộ lên bờ vào ngày 20 tháng 10, tiếp tục nhiệm vụ này trong những ngày tiếp theo.
Sáng ngày 25 tháng 10, Đơn vị Đặc nhiệm 77.4.3 (được biết dưới tên gọi vô tuyến "Taffy 3") đang ở khoảng 20 mi (32 km) về phía Bắc ngoài khơi đảo Samar, đã báo cáo về sự xuất hiện một lực lượng tàu nổi đối phương hùng mạnh. Đây chính là Lực lượng Trung tâm, bao gồm bốn thiết giáp hạm, sáu tàu tuần dương hạng nặng, hai tàu tuần dương hạng nhẹ và 11 tàu khu trục, trong số ba gọng kìm mà Hạm đội Liên hợp Nhật Bản tung ra để nhằm ngăn chặn cuộc đổ bộ của Hoa Kỳ lên Philippines. Trong khi “Taffy 3” vất vả chống đỡ cuộc tấn công của lực lượng đối phương có ưu thế vượt trội, Savo Island, trong thành phần Đơn vị Đặc nhiệm 77.4.2 (“Taffy 2”), đã tung mọi máy bay nó sẵn có để trợ giúp, tấn công các tàu chiến dưới quyền Phó đô đốc Takeo Kurita bằng mọi vũ khi sẵn có như ngư lôi, bom mảnh thông thường và thậm chí với mìn sâu chống tàu ngầm. Họ đã góp phần vào việc đẩy lui Lực lượng Trung tâm cứu “Taffy 3” khỏi tai họa bị tiêu diệt toàn bộ. Xế trưa hôm đó, lực lượng Hoa Kỳ chịu đựng những cuộc không kích nặng nề, lần đầu tiên đối mặt với những cuộc tấn công cảm tử Kamikaze.
Savo Island tiếp tục ở lại ngoài khơi Leyte cho đến ngày 30 tháng 10, khi nó lên đường quay về quần đảo Admiralty. Nó rời Manus vào ngày 19 tháng 11, và từ ngày 22 đến ngày 27 tháng 11 đã hoạt động cùng hai tàu sân bay hộ tống khác trong vai trò tuần tra và bảo vệ tuyến đường vận tải đi đến vịnh Leyte. Sau khi được tiếp liệu tại Kossol Passage thuộc quần đảo Palau, nó lên đường vào ngày 10 tháng 12 tham gia chiến dịch đổ bộ thứ ba, cuộc tấn công lên Mindanao. Một lần nữa nó bảo vệ cho đội bắn phá trên đường tiếp cận, rồi hỗ trợ trực tiếp tại bãi đổ bộ cho đến khi được máy bay Lục quân thay phiên vào ngày 15 tháng 12. Mối đe dọa của một cuộc tấn công bởi lực lượng tàu nổi đối phương đã trì hoãn nó khởi hành cho đến ngày 17 tháng 12, khi nó lên đường đi Manus.
Savo Island đã tiến hành những hoạt động tương tự trong chiến dịch đổ bộ lên vịnh Lingayen bắt đầu từ ngày 1 tháng 1 năm 1945. Trên đường đi đến mục tiêu, tàu sân bay hộ tống Ommaney Bay (CVE-79) bị máy bay Kamikaze tấn công tự sát đánh chìm vào ngày 4 tháng 1, và một chiếc khác nhắm đến Savo Island vào ngày hôm sau nhưng bị đánh đuổi. Sau cuộc đổ bộ, đội của Savo Island tiếp tục đi về phía Tây Mindanao từ ngày 17 đến ngày 29 tháng 1 để phòng thủ đối phó các cuộc không kích của đối phương. Sau khi hỗ trợ cho cuộc đổ bộ gần vịnh Subic vào các ngày 29 và 30 tháng 1, nó rút lui về Ulithi để sửa chữa và thay thế máy bay cho liên đội không quân phối thuộc. Sau một giai đoạn sửa chữa và huấn luyện phi công mới, chiếc tàu sân bay khởi hành từ Leyte cùng lực lượng tấn công Okinawa, bảo vệ trên không cho chặng đường đi đến mục tiêu.
Cùng hai tàu sân bay hộ tống khác, Savo Island hỗ trợ cho cuộc tấn công chiếm đóng Kerama Retto vào ngày 26 tháng 3, nơi sẽ trở thành căn cứ tiếp liệu chủ yếu cho lực lượng hải quân ngoài khơi Okinawa. Sang ngày hôm sau, máy bay của nó tham gia vào việc bắn phá Okinawa, cũng như thực hiện các phi vụ tuần tra phòng không và chống tàu ngầm. Từ ngày 7 đến ngày 16 tháng 4, nó hỗ trợ trên không cho một đội tiếp liệu đi đến phía Đông Okinawa, rồi quay trở lại các nhiệm vụ hỗ trợ cuộc tấn công tại Okinawa. Nó tung ra đợt tấn công vào ngày 27 tháng 4 nhằm vô hiệu hóa Sakishima Gunto, một căn cứ nằm ở khoảng giữa Okinawa và Đài Loan, và đến ngày 29 tháng 4, con tàu lên đường quay trở về San Diego để đại tu.

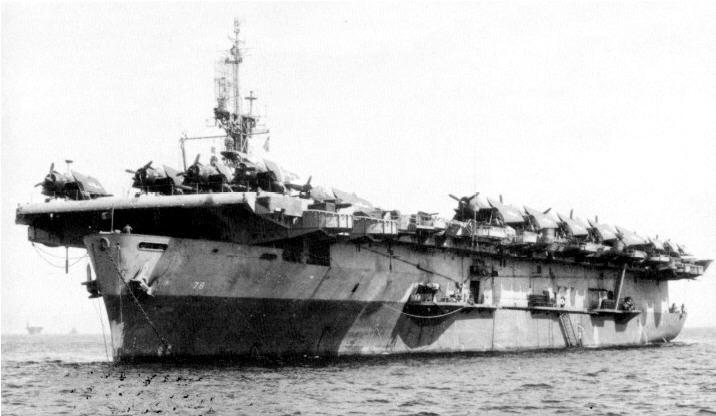
USS Savo Island (CVE-78) chất đầy máy bay, không rõ thời gian và địa điểm

Vào ngày 11 tháng 7, Savo Island bắt đầu một chuyến đi vận chuyển máy bay từ San Diego đến Trân Châu Cảng, rồi quay trở lại Alameda, California. Đến ngày 6 tháng 8, nó khởi hành đi nhận nhiệm vụ tại khu vực quần đảo Aleut, như đến nơi vào đúng lúc Nhật Bản đầu hàng kết thúc cuộc xung đột. Nó lên đường vào ngày 31 tháng 8 cùng một lực lượng sáu tàu sân bay hộ tống để hỗ trợ cho hoạt động chiếm đóng tại khu vực phía Bắc Honshū và Hokkaidō, Nhật Bản. Con tàu quay trở về Trân Châu Cảng vào ngày 25 tháng 9, rồi được điều động tham gia Chiến dịch Magic Carpet để đưa quân nhân quay trở về nhà. Nó đón binh lính thuộc lực lượng chiếm đóng tại San Francisco để đưa sang Viễn Đông, rồi thực hiện ba chuyến đi hồi hương cựu chiến binh đến Guam, Trân Châu Cảng và Okinawa. Hoàn tất chuyến đi cuối cùng tại Seattle, Washington vào ngày 14 tháng 1 năm 1946, nó chuyển sang vùng bờ Đông, đi đến Boston, Massachusetts vào ngày 16 tháng 3 để chuẩn bị ngừng hoạt động.
Savo Island được cho xuất biên chế vào ngày 12 tháng 12 năm 1946 và được đưa về Hạm đội Dự bị Đại Tây Dương neo đậu tại Boston. Vẫn đang trong thành phần dự bị, nó được xếp lại lớp thành CVHE-78 vào ngày 12 tháng 6 năm 1955, rồi thành AKV-28 vào ngày 7 tháng 5 năm 1959. Tên nó được cho rút khỏi danh sách Đăng bạ Hải quân vào ngày 1 tháng 9 năm 1959, và bị bán vào ngày 29 tháng 2 năm 1960 cho hãng Comarket, Inc. để tháo dỡ. Con tàu được tháo dỡ tại Hong Kong trong tháng 6 năm 1960.

## Phần thưởng
Savo Island được tặng thưởng danh hiệu Đơn vị Tuyên dương Tổng thống cùng bốn Ngôi sao Chiến trận do thành tích phục vụ trong Thế Chiến II.